# Cha no yu

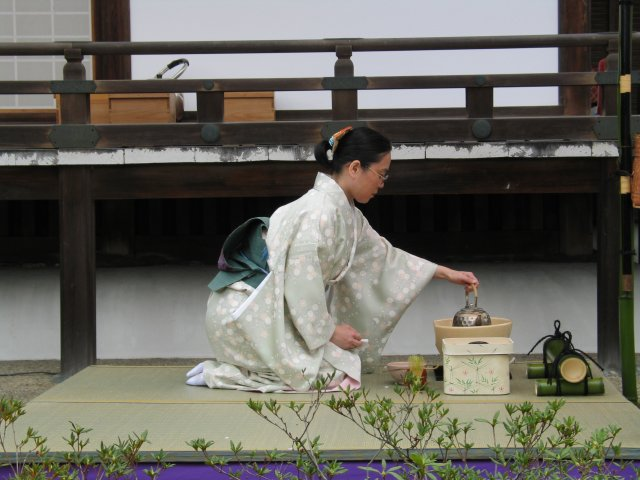
Cerimonia del tè, secondo lo stile ryaku-bon (略盆), che fu ideato da Tetchū Sōshitsu (鉄中宗室, il cui nome monastico era Ennōsai, 圓能斎, 1872-1924), XIII iemoto (家元) del lignaggio Urasenke (裏千家), e consiste in una forma semplificata della cerimonia in cui l'ospite è nella classica posizione inginocchiata, denominata seiza (正座)

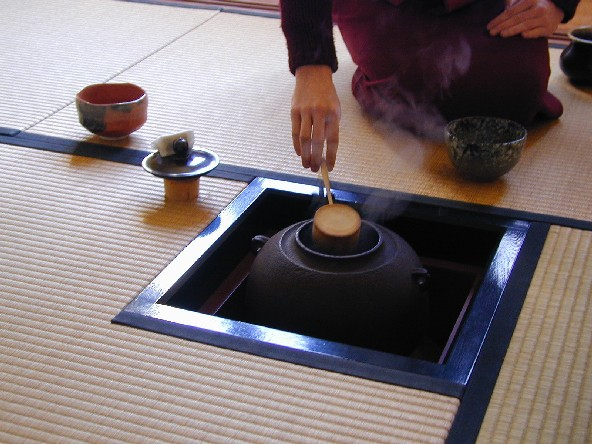
Ro (爐), la fossa quadrata dove è posto il kama (釜), il bollitore dell'acqua, per la Cerimonia invernale, denominata per l'appunto Ro e praticata dal mese di novembre a quello di aprile

Il Cha no yu (茶の湯, "acqua calda per il tè"), conosciuto in Occidente anche come Cerimonia del tè, è un rito sociale e spirituale praticato in Giappone, indicato anche come Chadō o Sadō (茶道, "via del tè").
È una delle arti tradizionali zen più note. Codificata in maniera definitiva alla fine del XVI secolo dal monaco buddista zen Sen no Rikyū (千利休, 1522-1591), maestro del tè di Oda Nobunaga (織田信長, 1534-1582) e successivamente di Toyotomi Hideyoshi (豊臣秀吉, 1536-1598). Il cha no yu di Sen no Rikyū riprende la tradizione fondata dai monaci zen Murata Shukō (村田珠光, 1423-1502) e Takeno Jōō (武野紹鴎, 1502-1555). La cerimonia si basa sulla concezione del wabi-cha (侘茶). Questa cerimonia e pratica spirituale può essere svolta secondo stili diversi e in forme diverse.
A seconda delle stagioni cambia inoltre la collocazione del bollitore (釜 kama): in autunno e inverno è posto in una buca di forma quadrata (爐, ro, fornace), ricavata in uno dei tatami (畳) che formano il pavimento, mentre in primavera ed estate è in un braciere (furo, 風爐) appoggiato sul tatami. La forma più complessa e lunga (茶事, chaji) consiste in un pasto in stile kaiseki (懐石), nel servizio di tè denso (濃茶, koicha) e in quello di tè leggero (薄茶, usucha). In tutti i casi si usa in varie quantità il matcha (抹茶), tè verde polverizzato, che viene mescolato all'acqua calda con l'apposito frullino di bambù (茶筅, chasen). Quindi la bevanda che ne risulta non è un'infusione, bensì una sospensione: questo significa che la polvere di tè viene consumata insieme all'acqua. Per questo motivo e per il fatto che il matcha viene prodotto utilizzando germogli terminali della pianta, la bevanda ha un effetto notevolmente eccitante. Infatti veniva e viene ancora utilizzata dai monaci zen per rimanere svegli durante le pratiche meditative (zazen, 坐禅). Il tè leggero usucha, a seguito dello sbattimento dell'acqua col frullino durante la preparazione, si ricopre di una sottile schiuma di una tonalità particolarmente piacevole e che si intona con i colori della tazza.

## Origini e sviluppo di una cerimonia zen
(Sen no Rikyū)

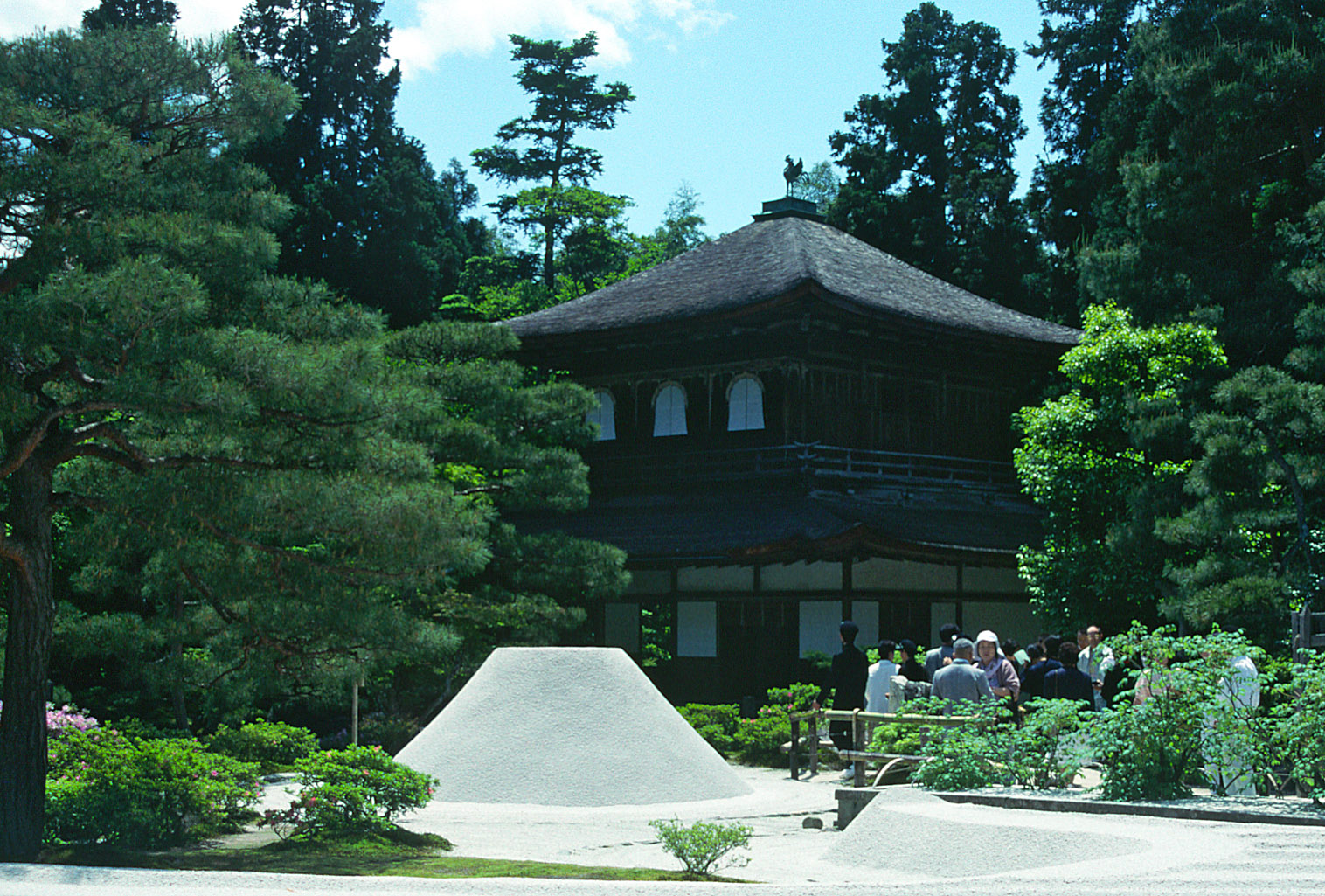
Il Ginkaku-ji (銀閣寺, "Padiglione d'argento") a Kyoto, dove, secondo la tradizione, ebbe luogo la nascita della Cerimonia del tè

L'origine di una cerimonia formale che accompagnasse e regolasse il consumo del tè è sicuramente cinese. Anche questo evento, come la stessa scoperta del tè, è tuttavia di difficile datazione. Si può però presumere che l'esigenza della formazione di un cerimoniale sia correlata alla notevole diffusione di questa bevanda nelle classi aristocratiche durante la dinastia Song (960-1279), anche se il Canone del tè, il Chájīng (茶経, nel sistema pinyin), redatto da Lù Yǔ (陸羽, 733-804), è databile intorno al 758.
Sempre al periodo della dinastia Song si può far risalire la diffusione nei monasteri del buddismo chán (禅宗, chán zong) dell'uso collettivo di bere da una singola tazza del tè di fronte a una statua di Bodhidharma (菩提達磨, 483-540). La bevanda del tè, contenendo infatti una buona dose di caffeina, era un valido sostegno alle estenuanti pratiche meditative dello zuòchán (坐禅), proprie delle scuole del buddismo chán.
Una leggenda, nata in ambito chán, attribuisce allo stesso leggendario fondatore di questa scuola, Bodhidharma, la "generazione" della pianta del tè: questi, addormentatosi incautamente durante lo zuòchán, al momento del risveglio si strappò le palpebre per impedire nuovamente l'assopimento e le gettò via. Da queste nacquero le prime piante del tè. È comunque comprensibile che in un ambito fortemente normativo della vita quotidiana, come quello dei monasteri chán, dove ogni momento della quotidianità veniva formalizzato ai fini dell'esercizio della presenza mentale, anche il consumo di tè seguisse delle precise regole di condotta.
In Giappone la pianta del tè, nel suo utilizzo matcha, fu importata dal monaco tendai Eisai (栄西, 1141-1215) che, nel 1191, riportò da un suo pellegrinaggio in Cina sia gli insegnamenti chán Línjì (臨済, in giapponese Rinzai) del ramo Huánglóng  (黃龍, in giapponese Ōryū), sia alcune piante di tè. Così nel 1282 si tenne nel tempio Saidai-ji (西大寺) di Nara il primo Ōchamori (大茶盛), in cui venivano evidenziati gli aspetti spirituali della Cerimonia del tè.

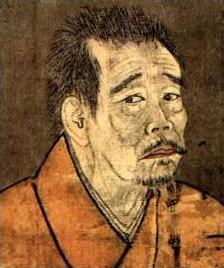
Ikkyū Sōjun (一休宗純, 1394-1481)

Statua di Takeno Jōō (武野紹鴎, 1502-1555) nel daisen-kouen, Osaka

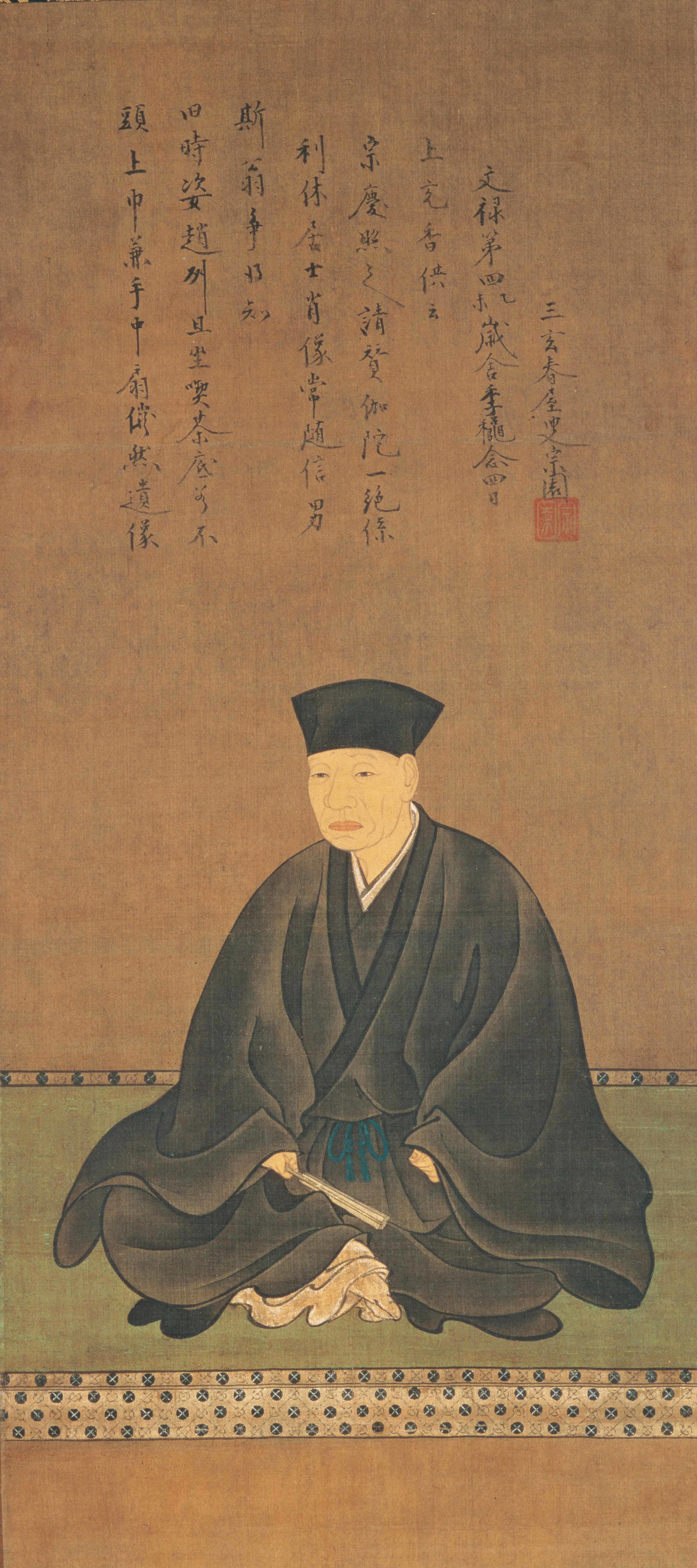
Un'immagine di Sen no Rikyū (千利休, 1522-1591), dipinta da Hasegawa Tōhaku (長谷川等伯, 1539-1610)

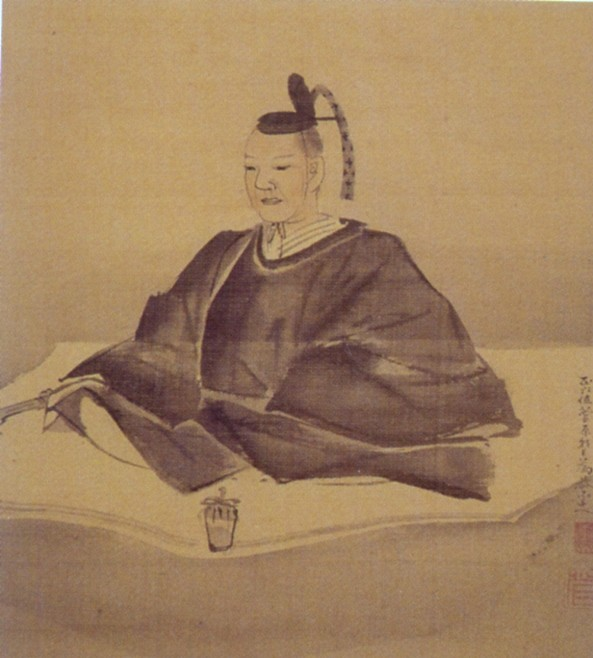
Kobori Enshu (小堀遠州, 1579-1647)

Tuttavia la pratica mondana del Tōcha (闘茶), passatempo aristocratico fondato su sfarzose gare in cui i partecipanti dovevano indovinare il luogo di origine delle foglie di tè che consumavano, prevalse presto in Giappone sull'Ochamori e la decadenza spirituale della pratica del tè legata ai principi chán e zen seguì tutto il XIV e XV secolo.
Fu il monaco zen rinzai Murata Shukō (村田珠光, 1423-1502) a elaborare, sotto la guida del maestro Ikkyū Sōjun (一休宗純, 1394-1481) il cerimoniale del chadō. Ikkyū Sōjun rivestiva in quegli anni il ruolo di abate dell'importantissimo monastero zen rinzai, il Daitoku-ji (大徳寺) di Kyōto.
Il chadō di Murata Shukō e Ikkyū Sōjun si fondava sul principio di "leggere il Dharma del Buddha anche nella bevanda del tè", eliminando ogni ostentazione di ricchezza tipica della cerimonia del tōcha e riportando la cerimonia del tè in un ambito di semplicità e sobrietà.
Nel 1489 l'ottavo shōgun del clan Ashikaga, Yoshimasa (足利義政, 1435-1490), dopo essersi ritirato dall'incarico di governo, si trasferì in una villa-tempio fatta da lui costruire nel 1473 a nord-est di Kyōto, residenza denominata Jishō-ji (慈照寺) e conosciuta anche come Ginkaku-ji (銀閣寺, "Padiglione d'argento"). Yoshimasa trascorse in questa villa il resto dei suoi giorni, promuovendo incontri di poesia e di arti tradizionali. Venuto a conoscenza del cha no yu elaborato da Murata Shukō, lo invitò a mostrargli le nuove regole cerimoniali.
Affascinato dalla nuova arte tradizionale zen, Yoshimasa divenne subito un attivo promotore della Cerimonia del tè. Per questa ragione il Ginkaku-ji è considerato, tradizionalmente, il luogo di nascita del cha no yu. Murata Shukō fu anche il primo ad accentuare l'impronta di semplicità di questa cerimonia, a cominciare dall'oggettistica, che riprende forme della stessa cultura contadina. Fu lui a ideare il chashaku (茶杓) in bambù e a ridurre la stanza del tè a quattro stuoie (tatami) e mezza, in modo da diminuire gli utensili. Fu sempre Murata Shukō a esporre dei rotoli che riportavano disegni o scritture (kakemono, 掛物) dei maestri zen all'interno della stanza e a privilegiare gli oggetti carichi di tempo rispetto a quelli di nuova fattura (concezione dello hiesabi, ひえさび).
Con la morte di Murata Shukō, avvenuta nel 1502, la pratica del chadō ebbe un arresto di alcuni decenni, determinato anche dalle feroci guerre civili. Occorre aspettare un altro monaco zen, Takeno Jōō (武野紹鴎, 1502-1555), allievo dei discepoli di Murata Shukō, Sochin e Sogo, perché lo sviluppo della cosiddetta "via del tè" riprendesse. Takeno Jōō gettò le basi della concezione wabi-cha (侘茶), studiando con Sochin e Sogo sia la poesia waka (和歌) sia la "via dell'incenso" (in giapponese 香道, Kōdō). Modificò il cha no yu eliminando gli scaffali per gli utensili e disponendo questi ultimi direttamente sui tatami e utilizzando solo legno grezzo per il tokonoma (床の間). Takeno Jōō ideò anche l'usanza di porre il ro (il focolare sopra il quale veniva poggiato il bollitore per l'acqua per il tè) direttamente nella stanza della cerimonia, ereditando questa usanza dalla cultura contadina.
Terzo grande maestro del tè fu un altro monaco zen, Sen no Rikyū (千利休, 1522-1591), che iniziò lo studio del cha no yu a diciassette anni con il maestro Kitamuki Dochin (北向道陳, 1504-1562), divenendo due anni dopo diretto discepolo di Takeno Jōō, a cui rimase vicino per i successivi quindici anni. Dal 1578 al 1582, Sen no Rikyū ricoprì l'incarico di funzionario dello shōgun (将軍) Oda Nobunaga e, dopo la morte, probabilmente per seppuku (rituale del suicidio), di questo shōgun, ricoprì lo stesso incarico per il suo successore, Toyotomi Hideyoshi.
Tra il nuovo shōgun e il maestro del tè nacque subito un rapporto di rispetto reciproco, che consentì la diffusione di questa pratica nell'ambiente dei samurai e persino presso la corte imperiale, dove nel 1585 il monaco Sōeki (宗易) (questo era il nome religioso di Sen no Rikyū, il suo precedente nome laico era Yoshirō) ottenne la possibilità di organizzare un incontro del tè. Nel 1587, sempre con l'aiuto di Toyotomi Hideyoshi, Sen no Rikyū organizzò un'importante riunione sulla Cerimonia del tè presso il Kitano Tenman-gū (北野天満宮, un tempio shintoista a Kamigyō-ku nei pressi di Kyōto), invitando centinaia di persone di ogni estrazione sociale e consentendo ai meno abbienti l'utilizzo del più economico riso tostato al posto del tè. Il grande ricevimento del 1587 fu uno degli ultimi episodi dell'amicizia tra lo shogun Hideyoshi e il maestro del tè. Da quel momento l'amicizia si incrinò e tuttora non si conoscono i veri motivi del dissapore tra i due, che si conclusero nel 1591 nel drammatico ordine dello shōgun Hideyoshi a Sen no Rikyū di compiere lo seppuku (切腹).
Tra le ragioni che all'epoca furono adombrate vi erano l'accusa, rivolta a Sen no Rikyū, di aver posto nel tempio Daitoku-ji una propria statua all'ingresso di modo che persino lo shōgun vi dovesse passare sotto. Un'altra accusa riguardava il fatto di essersi arricchito con la compravendita di oggetti per la Cerimonia del tè. Ambedue le accuse si mostrarono presto infondate e di certo lo stesso Hideyoshi ebbe motivo di ricredersi se, a distanza di due anni dal tragico evento, decise di riabilitare con tutti gli onori la famiglia di Sen no Rikyū. Toyotomi Hideyoshi nominò erede del maestro del tè da lui costretto al suicidio proprio Furuta Oribe (古田織部, o Furuta Shigenari, 古田重然, 1545-1615), l'unico degli allievi di Sen no Rikyū a rendergli pubblicamente omaggio nel momento della sua maggiore disgrazia. Lo stesso Oribe fu poi costretto al seppuku nel 1615 da un altro shōgun, Tokugawa Ieyasu (徳川 家康, 1542-1616).
Erede di Oribe fu Kobori Enshu (小堀遠州, anche Kobori Masakazu, 小堀政一, 1579-1647), che diffuse il cha no yu presso l'aristocrazia giapponese, fondando il lignaggio della scuola di cha no yu (denominata Oribe-ryū, 織部流).
L'eredità della casa di Sen no Rikyū fu assegnata invece a suo genero, Shōan Sōjun (少庵宗淳, 1546-1614), a cui seguì il figlio Genpaku Sōtan (元伯宗旦, 1578-1658). Fu Genpaku Sōtan a rivalutare l'ideale wabi della Cerimonia del tè e il suo stretto legame con lo zen del tempio Daitoku-ji, fondando le basi del cha no yu insegnato dalla famiglia Sen.
Genpaku Sōtan divise nel suo testamento i beni immobili fra tre dei suoi quattro figli, essendo il primogenito Sosetsu deceduto nel 1652. Il gruppo delle case principali della famiglia Sen fu diviso tra il terzogenito Koshin Sōsa (江岑 宗左, 1613-1672), che ebbe la parte anteriore (Fushin-an, 不審庵) e il quartogenito Sensō Soshitsu (仙叟宗室, 1622-1697) che ebbe la parte posteriore (Konnichini-an, 今日庵). Al secondogenito, Ichiō Sōshu (一翁宗守, 1593-1675), che si era allontanato dalla famiglia per un certo periodo di tempo, fu assegnata una abitazione situata su una strada vicina, Mushanokoji, denominata Kankyu-an (官休庵). Da ciascuno di questi figli di Genpaku Sōtan ebbe origine una differente scuola di cha no yu, che si affianca a quella che ha origine da Furuta Oribe (Oribe Ryū): da Koshin Sōsa ha origine la scuola Omotesenke (表千家), da Sensō Soshitsu ha origine la scuola Urasenke (裏千家) e da Ichiō Sōshu, la Mushanokōjisenke (武者小路千家). Tutte e tre le scuole sono a tutt'oggi esistenti.

## La stanza del tè e la cerimonia

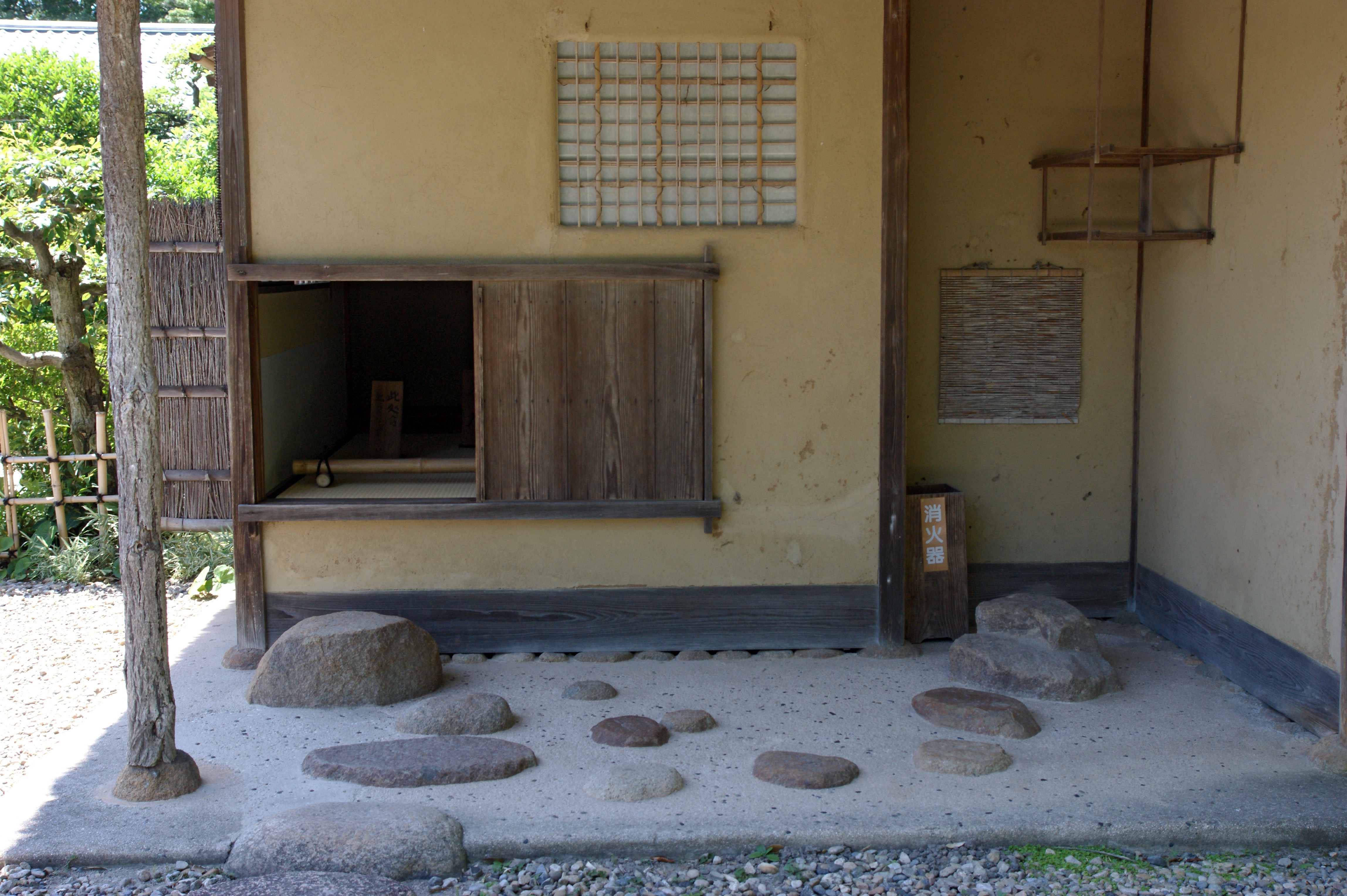
Il nijiriguchi (躙口), il piccolo ingresso alla stanza del tè (questa è denominata chashitsu, 茶室)

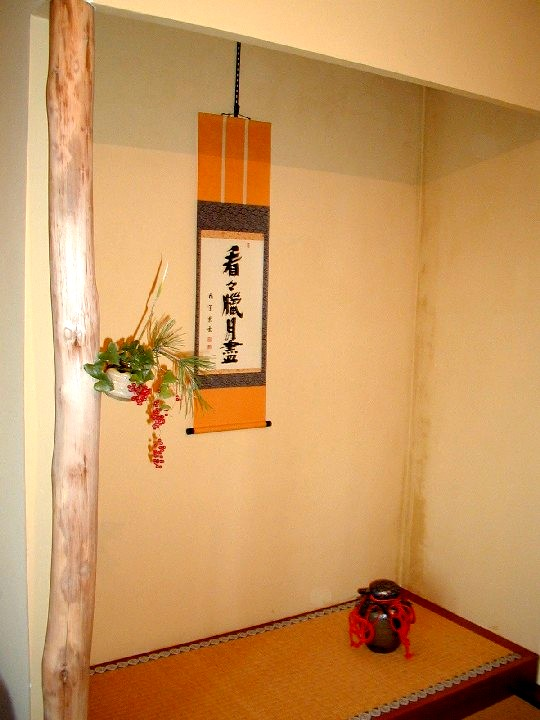
Il Tokonoma (床の間), l'area della stanza del tè, chashitsu (茶室), dove vengono esposti il kakemono (掛物), il rotolo con le scritture o disegni e il chabana (茶花), ossia la composizione floreale; da notare il toko-bashira (床柱), la colonna in legno grezzo introdotta, secondo la tradizione, da Takeno Jōō nel XVI secolo

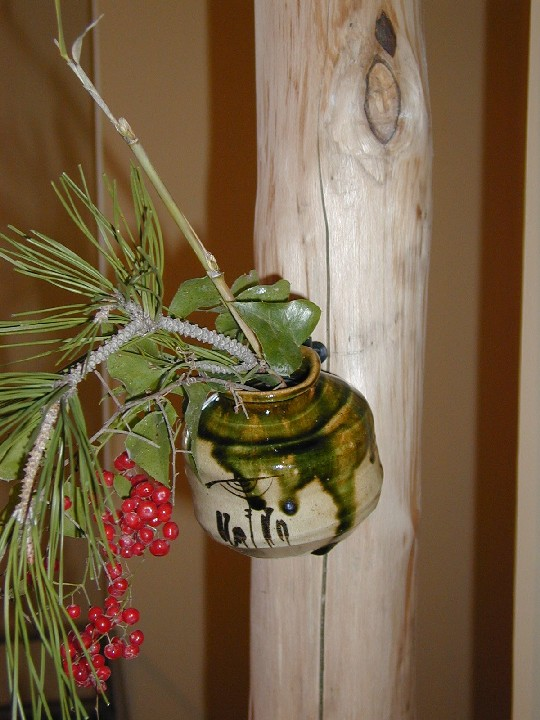
Particolare di Chabana, l'ornamento floreale che viene esposto nella stanza del tè all'interno del Tokonoma e sullo sfondo il toko-bashira (床柱), la colonna in legno grezzo

La Cerimonia del tè è qualcosa che va molto al di là della semplice preparazione di una bevanda. È forse l'espressione più pura dell'estetica zen, tanto che un adagio giapponese dice: cha zen ichimi (茶禅一味), cioè "tè e zen un unico sapore. Entrando nella stanza da una porticina bassa (nijiriguchi, 躙口) che costringe a piegarsi in segno di umiltà, l'ospite entra in uno spazio piccolo, a volte minimo, dove equilibrio e distacco dal mondo sono procurati da gesti che richiamano costantemente la presenza mentale in un ambito di naturalezza e spontaneità, in una sequenza di interazioni codificate e circondata da oggetti semplici ma di grande forza espressiva.
La stanza, detta chashitsu (茶室), può essere anche di pochi tatami, le finestre sono schermate e la luce filtra sommessa conferendo un alone di particolare fascino a ogni elemento. Da un lato c'è il tokonoma, una piccola nicchia in cui è appeso uno scritto eseguito da un calligrafo esperto di shodō e una piccola composizione simile all'ikebana (生花)  particolarmente adattata alla circostanza e con grande coerenza con la stagione in corso, detta chabana (茶花), cioè "fiori per il tè". Il tokonoma ha da un lato un pilastro, detto toko-bashira (床柱), formato da un palo di legno appena sgrossato, a cui di solito è appeso il chabana costituito da un piccolo vaso e spesso un unico fiore, in modo che tutta l'attenzione sia attratta dalla sua bellezza.
Il particolare significato che viene attribuito al cha no yu si percepisce anche dal fatto che per indicare l'atto del preparare il tè si usa il verbo tateru, che solitamente ha il significato di "celebrare" e non il più normale suru (為る), cioè "fare" o "eseguire". Dopo che gli invitati si sono accomodati, in ordine rigorosamente precostituito, con la persona più importante (shōkyaku, 正客) o particolarmente prediletta posta al primo posto, si apre la porta scorrevole (shōji 障子) e appare il teishu (亭主, "chi prepara il tè") inginocchiato in posizione seiza (正座), cioè con le punte dei piedi rivolte verso l'esterno.

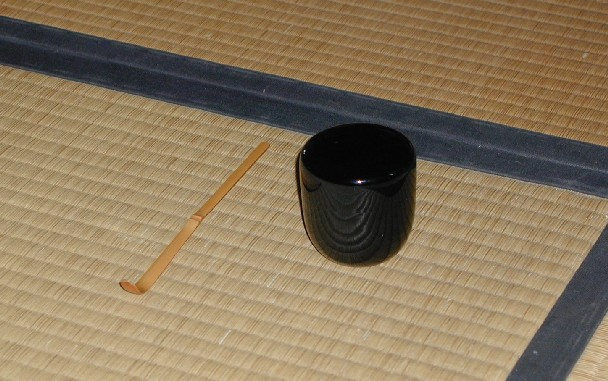
Chashaku (茶杓) e Natsume (棗) per la cerimonia Usucha (Usucha-ki natsume, 薄茶器棗); da notare che il natsume è il classico Rikyū-gata natsume (利休形棗), interamente laccato di nero sia fuori che all'interno

Nella forma più semplice della cerimonia (usucha) essa prosegue con il posizionamento dei vari utensili e con la preparazione del tè nella tazza chawan (茶碗). Ogni commensale (cominciando da quello principale) viene invitato a consumare il dolce con la formula rituale: «okashi o dōzo» (in italiano "servitevi del dolce, prego").
Successivamente gli viene posta dinanzi la chawan. Il primo invitato si scusa col vicino e gli chiede il permesso di servirsi per primo: «osakini», prende la tazza la fa ruotare per esporre lo shōmen (正面, cioè la parte di finitura che fa da riferimento) in direzione del teishu, dopodiché beve con brevi sorsi esprimendo il suo gradimento. Poi pulisce il bordo della tazza e la posa dinanzi a sé. La tazza viene ripresa dal teishu e lavata. La cerimonia procede con gli altri ospiti, finché al termine, quando tutti hanno bevuto il tè, il primo ospite (shōkyaku) pronuncia la frase di rito: «onatsume to ochashaku no haiken o», cioè chiede il permesso di esaminare gli utensili: il contenitore del tè (natsume) e il cucchiaino di bambù (chashaku). Il permesso viene accordato e a turno gli ospiti prendono gli utensili e li osservano attentamente. Per ultima viene osservata la tazza, rigirandola tra le mani e chiedendo informazioni sul maestro che l'ha creata, l'epoca e lo stile. All'ospite poi può venir richiesto se intenda dare un nome poetico (mei) al chashaku e lui a questo punto può citare una poesia o un verso o semplicemente fare un riferimento alla stagione in corso. Molto indicati sono i kigo (季語), cioè i riferimenti stagionali contenuti nell'ultimo verso di un haiku, quindi frasi come aki no kure ("sera d'autunno") oppure momono hana ("fiori di pesco") e così via.
La cerimonia si conclude col teishu che ritorna alla posizione iniziale, si inchina profondamente all'unisono con gli ospiti e richiude la porta scorrevole. Quella descritta è la cerimonia più semplice, cioè il servizio di usucha (tè leggero), ma ve ne sono di assai più lunghe e complesse, come quella del servizio di koicha (tè denso), che richiede anche utensili diversi (chaire e kobukusa). Le varie procedure di preparazione e svolgimento sono dette temae (手前 secondo la scuola Urasenke; 点前 secondo la scuola Omotesenke).

### Pasto
(懐石)Il kaiseki o cha kaiseki (茶懐石) è un piatto servito durante una festa formale a base di tè. Il Cha kaiseki utilizza solo ingredienti freschi di stagione, cucinati in modo da esaltarne i sapori. Si presta molta attenzione alla selezione degli ingredienti e dei tipi di alimenti, e i piatti finiti sono serviti in modo ordinato su utensili da portata che sottolineano l'aspetto e il tema stagionale del piatto. I piatti sono disposti e decorati ad arte, spesso con foglie e fiori commestibili che contribuiscono a esaltare il sapore del cibo. I piatti e i gioielli sono parte integrante del kaiseki tanto quanto il cibo; alcuni potrebbero sostenere che l'apprezzamento estetico del cibo è ancora più importante di quello fisico. 
I pasti sono serviti in piccole porzioni in piatti individuali. Ogni visitatore ha il suo piccolo vassoio laccato; agli ospiti molto importanti può essere riservato un tavolino basso laccato a parte o diversi tavolini. 
I dolci vengono ritualmente consegnati all'ospite principale al termine del pasto.
Poiché il cha kaiseki è generalmente conforme alle tradizionali usanze culinarie giapponesi, i piatti di carne sono rari.

### Vestiti
Molti dei movimenti e degli elementi della cerimonia del tè hanno origine dall'uso del kimono. Ad esempio, alcuni movimenti sono pensati per togliere di mezzo le maniche a penzoloni o per evitare che si sporchino. Altri movimenti permettono di raddrizzare il kimono e l'hakama.
Alcuni aspetti della cerimonia del tè, come l'uso del panno di seta fukus, non possono essere eseguiti senza un kimono e un obi o un sostituto, poiché il panno viene piegato e infilato nell'obi durante la cerimonia. Altri oggetti, come i kaishi, i piccoli panni noti come kobukusa (小袱紗) e i ventagli, devono essere indossati con kimono con colletto, maniche e obi per poter essere utilizzati durante la cerimonia; in caso contrario, è necessario trovare un sostituto per tenere questi oggetti sulla persona.

## La dimora del vuoto

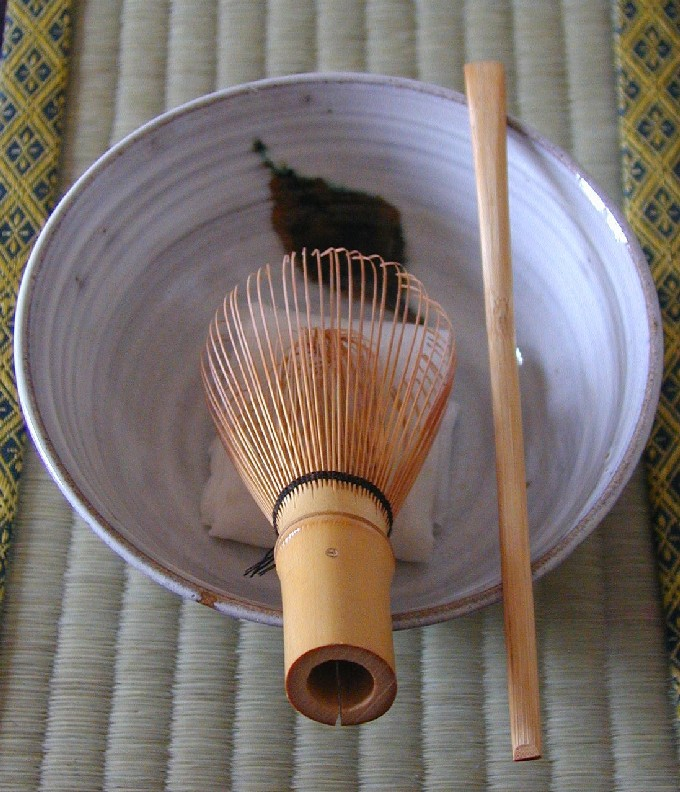
Chawan, (茶碗) la tazza al cui interno è stato posto il chakin, (茶巾) la piccola pezza bianca di lino utilizzata per asciugare la tazza dopo averla lavata e sopra questa vi è il chasen (茶筅), il frullino in bambù per mescolare il tè in polvere con l'acqua bollente e, sul bordo destro della tazza vi è il chashaku (茶杓), il cucchiaino in bambù per raccogliere il tè in polvere dal suo contenitore, il chaki (茶器)

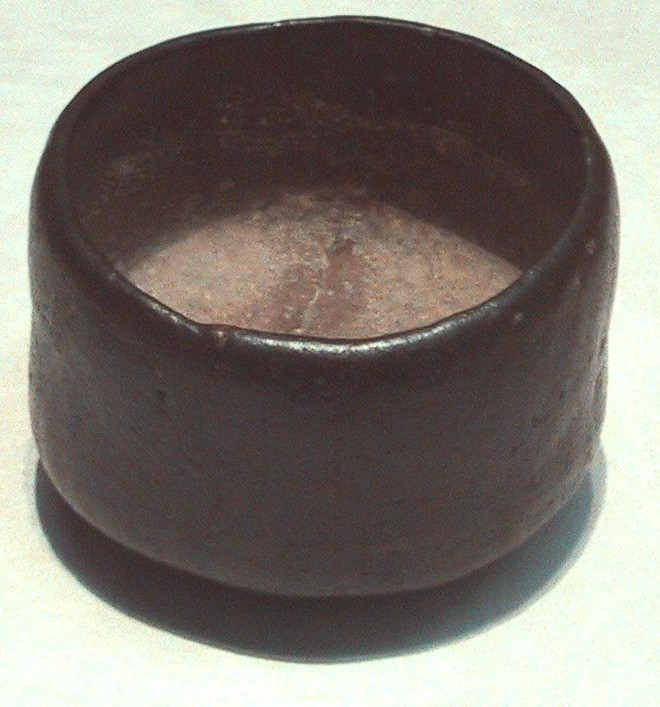
Una chawan nera nello stile Raku (楽焼, Rakuyaki), risalente al XVI secolo (Tokyo National Museum)

La stanza del tè è il luogo fisico dove si svolge la cerimonia, ma è anche luogo "spirituale". In essa sono stati trasfusi gli ideali dell'estetica zen. Ai concetti precedenti di yūgen (幽玄) e di sabi (寂), Sen no Rikyū evidenziò quello di wabi (侘). Se lo yūgen era l'incanto sottile, collegato al mistero e all’eleganza, impossibile da trasmettere con le parole, caro agli autori del nō (soprattutto Zeami, 世阿弥 1363-1443) e il sabi, la patina sottile del tempo che rende gli oggetti affascinanti e ispiratori di tranquillità e armonia, il wabi di Sen no Rikyū introdusse qualcosa di eversivo: la povertà ricercata e il rifiuto assoluto dell'ostentazione. Sen no Rikyū amava lo stile semplice, cioè vedeva la stanza del tè come dimora della creatività priva di attaccamenti quindi una dimora del vuoto. Spogliata da ogni possibile orpello, con pareti grezze e praticamente priva di alcun contenuto che non fosse il vissuto libero dagli attaccamenti della vita "mondana". I personaggi che si muovono in essa sono usciti temporaneamente dal mondo e dai suoi affanni per contemplare brevemente il vuoto. Il vissuto di mu-shin (無心), cioè "non-mente", quindi l'abbandonare il pensiero ruminante e giudicante per giungere a un approccio spontaneo e totalizzante con gli oggetti e le persone è rappresentato perfettamente dallo spazio racchiuso nella stanza del tè. Al vuoto materiale deve corrispondere il vuoto "mentale", inteso come vissuto di consapevolezza privo di preoccupazioni e attaccamenti mondani. Fin dall'inizio della sua istituzione nella stanza della Cerimonia del tè tutti dovevano entrare disarmati e tutti erano uguali, tutti si dovevano inginocchiare e tutti dovevano "subire" le stesse regole. È chiaro quale fosse il potere destabilizzante di questa pratica e così Sen no Rikyū fu costretto al seppuku in quanto un potere che viveva, come sempre, di ostentazione e di forme vane, si sentiva minacciato dalla forza silenziosa del maestro.

### I quattro principi costitutivi della Cerimonia del tè secondo Sen no Rikyū

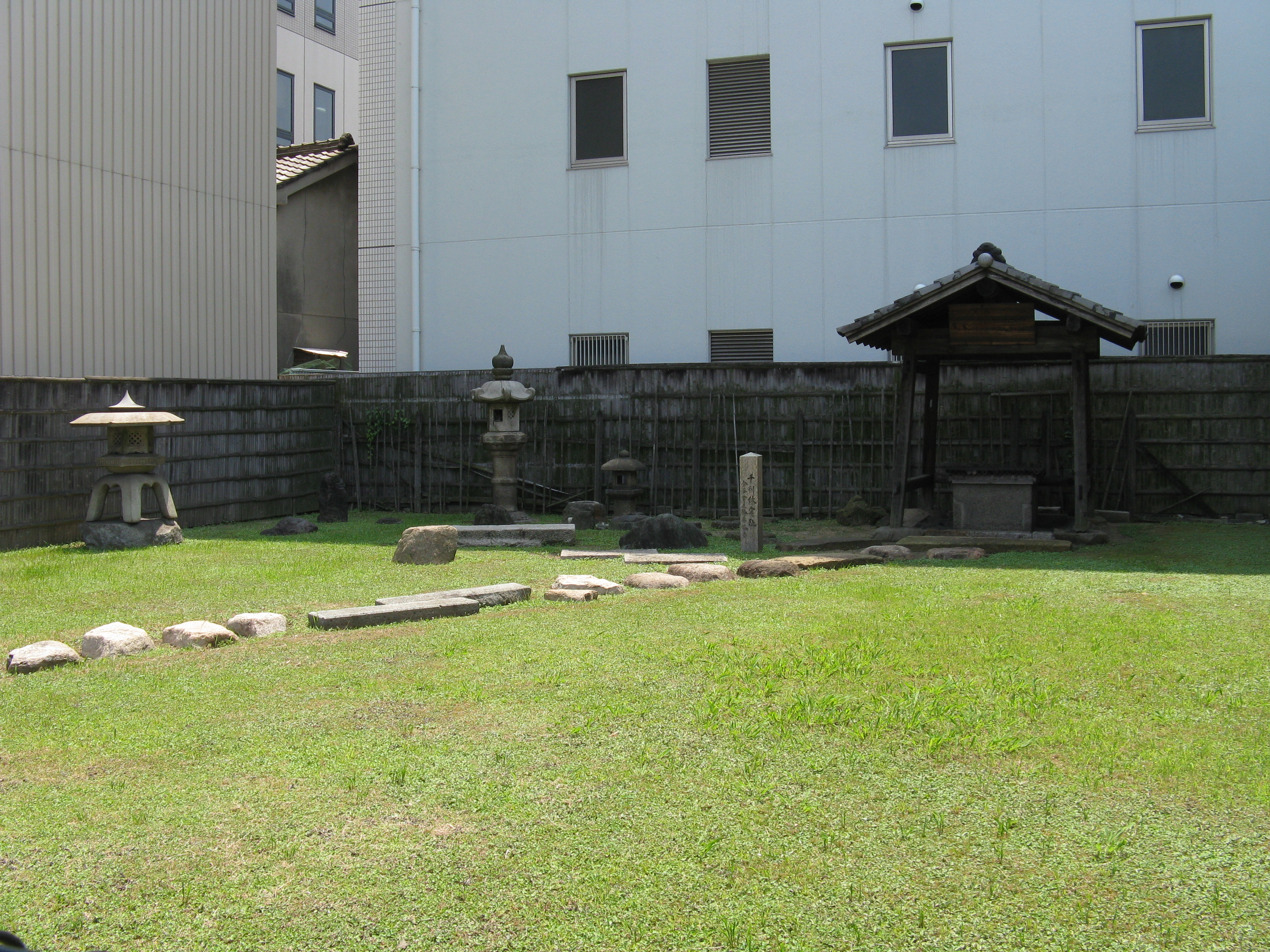
Ciò che rimane oggi dell'antica residenza di Sen no Rikyū a Sakai, sua città natale: sul lato destro della foto si può osservare il pozzo dell'acqua a cui il maestro attingeva per la cerimonia, mentre la stanza del tè (chashitsu, 茶室), denominata Jisso-an, è andata perduta durante i bombardamenti della seconda guerra mondiale, ma è stata ricostruita ed è attualmente conservata presso il tempio buddista zen rinzai, Nanshu-ji di Sakai

Il monaco buddista zen Sen no Rikyū è universalmente considerato il codificatore ultimo della Cerimonia del tè, dopo i grandi maestri Murata Shukō e Takeno Jōō. La Cerimonia del tè di Sen no Rikyū si fonda su quattro principi basilari a cui fanno riferimento tutti i lignaggi scolastici che proseguono gli insegnamenti di questo maestro del tè.
- Armonia (和,[28] wa). Questa dimensione comprende la relazione ospite-invitato, gli oggetti scelti e il cibo servito. Queste relazioni devono riflettere il ritmo impermanente delle cose e della vita. L'effimero compreso in tutte le cose viene confermato infatti dal loro mutamento costante, ma essendo l'effimero l'impermanente, l'unica realtà in cui ci muoviamo esso assurge a realtà ultima.[29] Ospite e invitato sono in realtà intercambiabili, in quanto agiscono coerentemente in questa dimensione di consapevolezza. Prima di offrire il tè l'ospite porge dei dolci all'invitato, a volte un pasto leggero. Tutto deve essere all'insegna della stagione in corso e al ritmo naturale delle cose. Il principio dell'armonia significa dunque essere affrancati da ogni pretesa e da ogni estremismo, incamminati lungo la moderazione e la "via di mezzo" propria degli antichi insegnamenti buddisti.
- Rispetto (敬,[30] kei). È il riconoscimento in ogni persona, ma anche nei più semplici oggetti, della presenza di una innata dignità. Coltivare questo vissuto nella Cerimonia del tè e nella vita permette di comprendere la comunione dell'essenza di tutto ciò che ci circonda.
- Purezza (清,[31] sei). Va immediatamente precisato che in ambito zen questo non significa discriminare tra ciò che è "puro" e quello che è ritenuto "impuro", essendo il puro e l'impuro partecipanti insieme alla realtà ultima. Spazzare la stanza del tè significa occuparsi di disporre un mondo che accolga anche il "bello" e che consenta a ciò che è "bello" di esprimersi. Questa occupazione è anche una metafora nei confronti della nostra mente e dei nostri vissuti che vanno quotidianamente "spazzati" dai vincoli mondani e dalle loro preoccupazioni, per consentirsi esperienze altrimenti non esperibili. Mentre pulisce la stanza del tè, l'ospite riordina anche se stesso.
- Tranquillità (寂,[32] jaku). Sōshistsu Sen (千宗室), XV iemoto (家元) del lignaggio Urasenke (裏千家), così esprime questo principio: «Seduto lontano dal mondo, all'unisono con i ritmi della natura, liberato dai vincoli del mondo materiale e dalle comodità corporali, purificato e sensibile all'essenza sacra di tutto ciò che lo circonda, colui che prepara e beve il tè in contemplazione si avvicina a uno stadio di sublime serenità».[33] L'incontro con l'altro nella Cerimonia del tè amplifica questa dimensione, come ricorda sempre il XV iemoto dell'Urasenke: «Trovare una serenità duratura in noi stessi in compagnia d'altri: questo è il paradosso».[34]

## Utensili e ambientazione

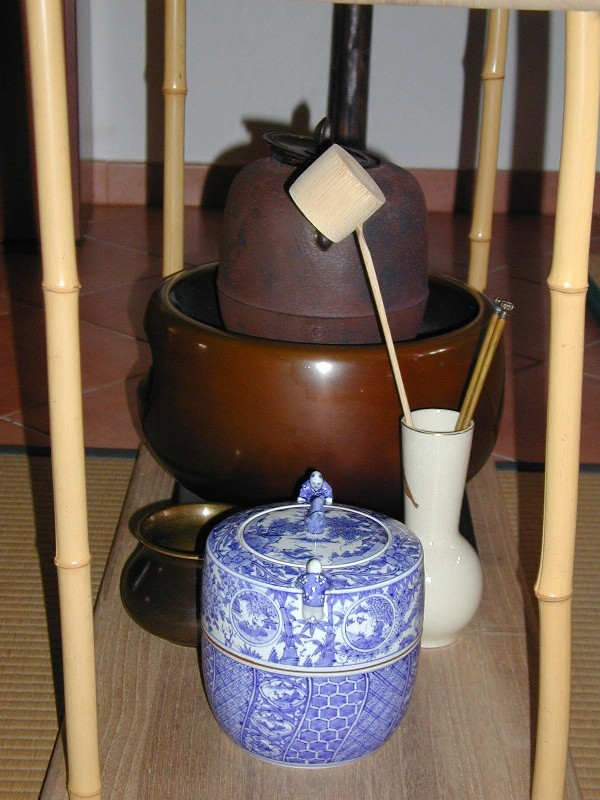
Il contenitore dell'acqua fresca, mizusashi (水指), in primo piano: dietro, a destra, uno shakutate (杓立), una vaso spesso utilizzato per le composizioni floreali, contenente l'hishaku (柄杓), il mestolo di bambù; e le hibashi (火箸), due grandi bacchette in metallo utilizzate per disporre i carboni nel braciere (furo 風炉, o ro 炉); a sinistra, il kensui (建水) il contenitore dell'acqua di lavaggio; e dietro, il braciere (furo) con sopra il bollitore dell'acqua (kama 釜)

- Chaire (茶入): recipiente per il tè da usare per il koicha.
- Chaki (茶器): recipiente per il tè. Si suddivide in due tipi: chaire e natsume.
- Chakin (茶巾): salvietta in lino per asciugare la tazza dopo averla lavata con acqua.
- Chasen (茶筅): frullino di bambù, atto a mescolare il tè in polvere (matcha, 抹茶) con l'acqua bollente.
- Chashaku (茶杓): cucchiaino di bambù, utilizzato per prendere il tè dal chaki e metterlo nella tazza (chawan).
- Chashitsu (茶室): stanza del tè.
- Chawan (茶碗): la tazza dove si beve il tè nella Cerimonia del tè.
- Fukusa (袱紗): fazzoletto di seta utilizzato per pulire il chashaku e il chaki.
- Fukusa-basami (袱紗ばさみ, anche 帛紗ばさみ): astuccio in cui ogni ospite ripone il necessario (kaishi e kashi-yōji).
- Furo (風炉): braciere appoggiato sul tatami, in uso da maggio a ottobre.
- Futaoki (蓋置): appoggio per lo hishaku.
- Gotoku (五徳): treppiede di ferro su cui poggia il kama all'interno del ro.
- Hashi (箸): bacchette di legno utilizzate dall'invitato per servirsi il cibo o i dolci.
- Hibashi (火箸): grandi bacchette in metallo utilizzate per disporre i carboni nel braciere (furo o ro).
- Higashibon (干菓子盆): vassoio per dolci secchi (higashi, 干菓子) utilizzati nella cerimonia usucha.
- Hishaku (柄杓): mestolo di bambù utilizzato per prendere l'acqua bollente o fredda.
- Kaishi (懐紙): fogli di carta utilizzati dall'invitato come tovaglioli.
- Kashi-yōji (かしようじ): piccolo coltello di metallo per tagliare i dolci.
- Kama (釜): bollitore per l'acqua.
- Kensui (建水): recipiente per l'acqua di lavaggio.
- Kobukusa (古帛紗): piccolo fazzoletto su cui appoggiare la chawan.
- Koita (小板): tavoletta di legno posta alla base del furo.
- Kuromoji (黒文字): piccolo bastoncino di legno, a punta, con cui l'invitato si serve per prendere i dolci.
- Mizusashi (水差): recipiente per l'acqua fredda.
- Natsume (棗): recipiente laccato per il tè da usare per la cerimonia usucha.
- Ro (炉): buca quadrata in cui si pone la kama, in uso da novembre ad aprile.
- Sensu (扇子): ventaglio che viene usato per lo più come segna posto.
- Shifuku (仕覆): sacchetto di broccato entro cui si ripone il chaire.
- Shōmen (正面): punto grafico o segno della parte esterna della chawan che fa da riferimento per orientarla.
- Tatami (畳): stuoie che compongono il pavimento della chashitsu.

## Ceramiche

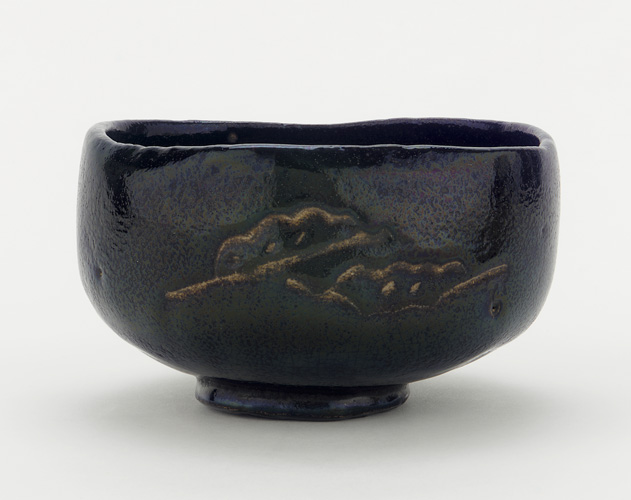
Una tazza in ceramica stile Raku (楽焼, Rakuyaki), risalente al XVIII secolo; da notare sul davanti lo Shōmen (正麵), il punto grafico o segno della parte esterna della chawan che fa da riferimento per orientarla

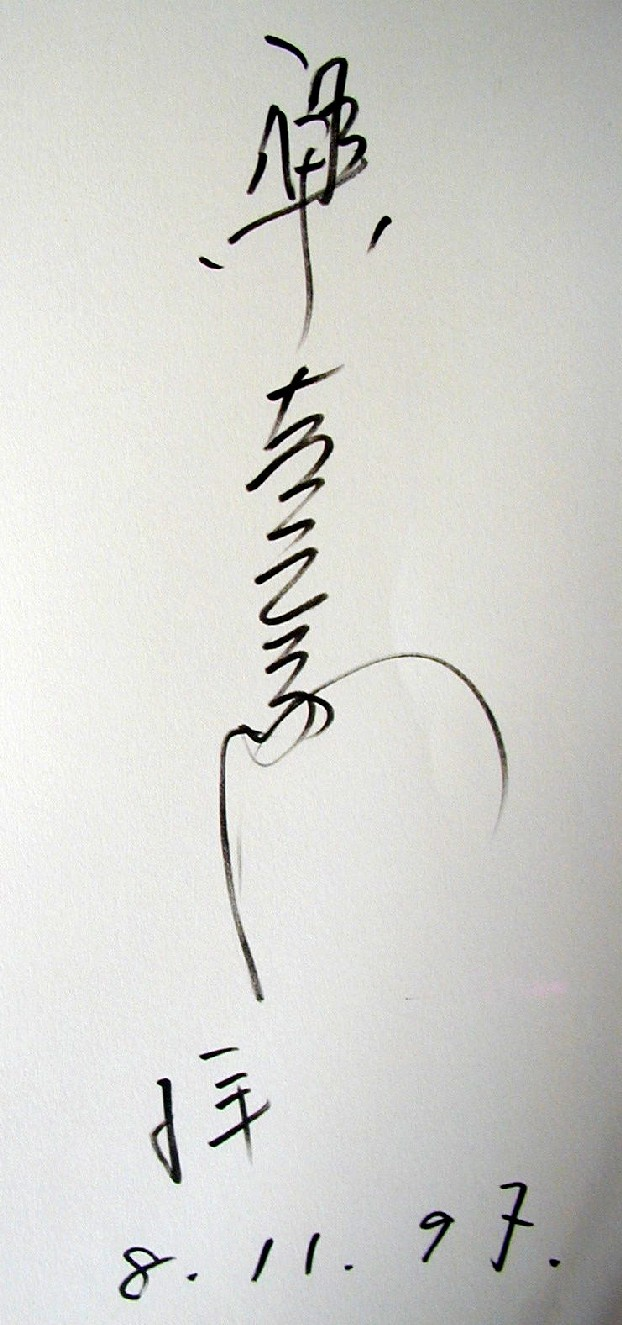
Autografo di Kichizaemon (吉左衛門, 1949-) XV raku (楽)

La diffusione del principio del wabi-cha di Sen no Rikyū sconvolse anche l'arte della ceramica giapponese. Le ceramiche finissime di origine cinese furono scalzate rapidamente da quelle di apparenza rozza che incarnavano l'ideale estetico di semplicità e povertà che il maestro intendeva affermare. Tutto iniziò quando a un certo Chōjirō (長次郎, 1515-1592), operaio, forse di origine coreana addetto alla produzione di tegole, Sen no Rikyū chiese di realizzare una ciotola senza usare il tornio né la sovrapposizione a spirale di un cordone di materiale, ma semplicemente modellando la forma concava partendo da un pezzo di argilla. Chōjirō eseguì la commissione e il risultato fu talmente straordinario che Sen no Rikyū stesso giudicò la tazza perfetta sia dal punto di vista estetico, poiché l'aspetto semplice e rustico rispondeva a quell'esigenza di austerità che si prefiggeva, ma anche da un punto di vista pratico in quanto la tazza bassa e larga aveva una stabilità ideale ed era quindi adattissima per l'utilizzo sul tatami senza pericolo che i numerosi spostamenti cui era soggetta durante la cerimonia ne causassero il ribaltamento. Anche lo shōgun Toyotomi Hideyoshi fu altrettanto entusiasta e conferì al vasaio l'autorizzazione a fregiarsi, con tutti i suoi discendenti, del sigillo raku (楽焼, questo termine indica "comodo" o "maneggevole") e da allora la sua famiglia e i suoi discendenti si fregiarono di questo nome. Ancora oggi il quindicesimo e ultimo discendente dei raku, Kichizaemon (吉左衛門, 1949-) produce, come i suoi antenati, tazze di grande bellezza.
Ovviamente anche altri si cimentarono in questo tipo di produzione e così nacquero altri capolavori sempre coerenti con i principi estetici dello zen. Fra i più noti quelli di stile Mino, Seto, Shino e Bizen. Particolarissime le tazze con smalti color crema e soprattutto quelle con smalto nero. Il discepolo di Sen no Rikyū, Furuta Oribe, dette origine a una serie di pezzi straordinari per creatività e colorazione appunto noti da allora come stile Oribe. Spesso i vasai lasciavano colature di smalto o zone non coperte, imperfezioni e bolle; insomma l'ideale estetico del wabi-cha si diffuse sempre più. Malgrado le intenzioni di Sen no Rikyū, le ceramiche che dovevano esprimere il massimo dell'austerità e della povertà raggiunsero presto prezzi elevatissimi ed erano assai ricercate dalle classi più agiate. Si usava persino premiare i combattenti samurai (侍) più valorosi donando loro pezzi particolarmente pregiati o di maestri celebri. Ora molte di queste opere sono conservate nei musei possedendo un valore economico spesso incalcolabile, ma anche le opere di maestri viventi, o del recente passato, eseguite con tecniche immutate dai tempi di Sen no Rikyū, raggiungono quotazioni notevoli.

## Scuole delwabi-cha

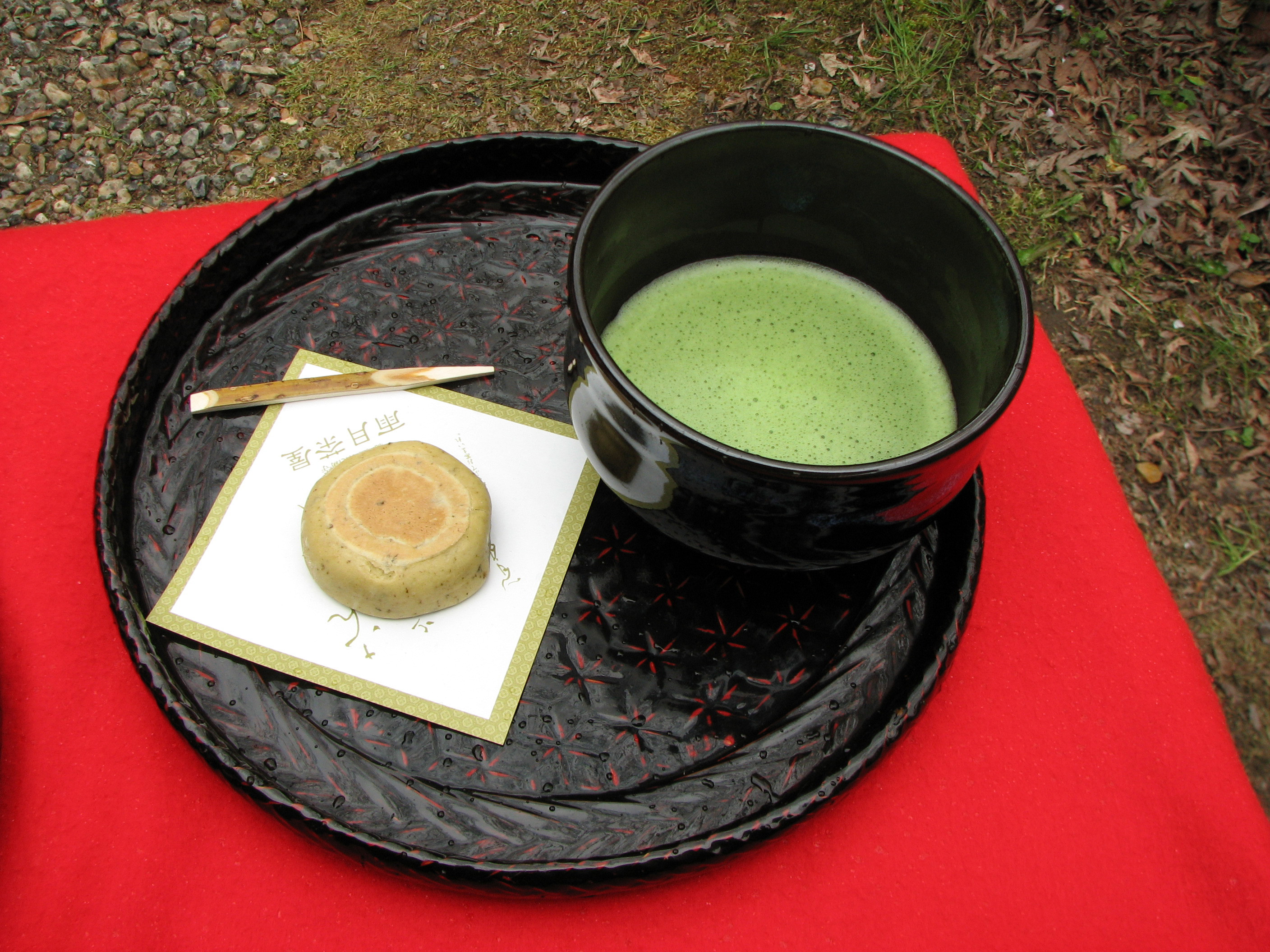
Una tazza di tè matcha, che vede accanto al dolce un kuromoji (黒文字)

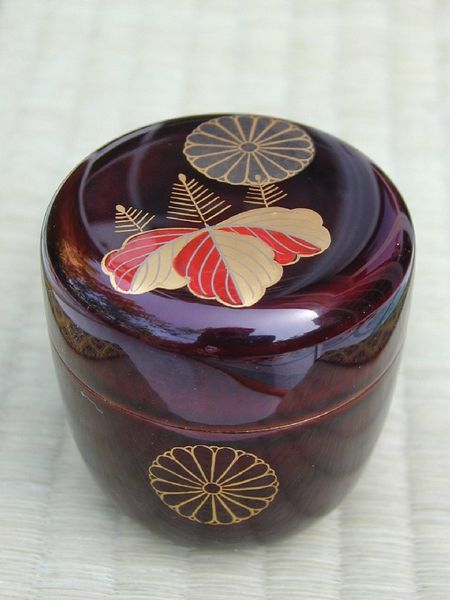
Un caratteristico natsume (棗, un chaki di legno) laccato; da notare il sigillo imperiale giapponese (kamon 家紋) rappresentato da un fiore di crisantemo circolare stilizzato con sedici petali

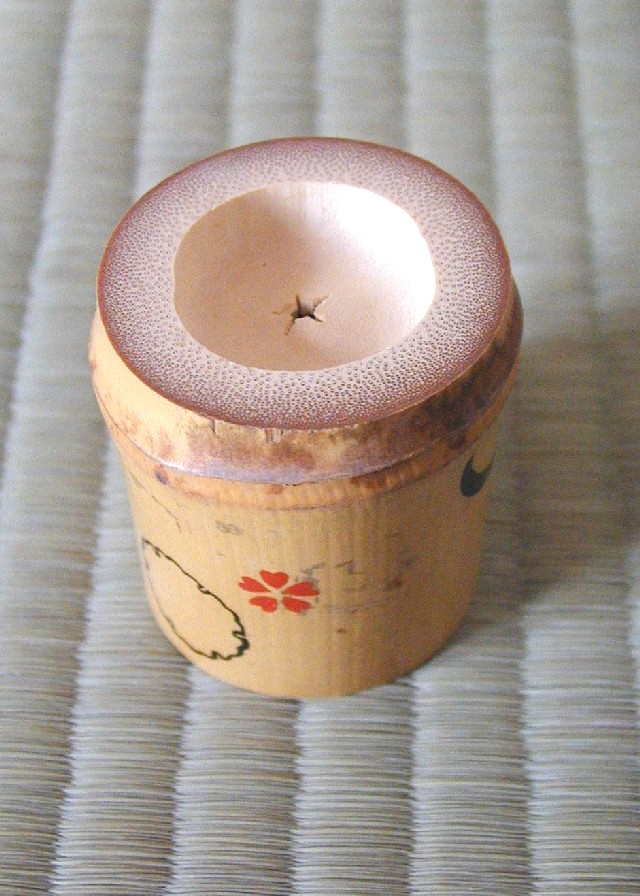
Futaoki (蓋置), appoggio posto sul tatami per lo Hishaku (柄杓) il mestolo di bambù utilizzato per versare l'acqua durante la cerimonia

Le tre scuole principali della Cerimonia del tè giapponese, secondo lo stile wabi-cha, sono state fondate dai figli del nipote di Sen no Rikyū, Genpaku Sōtan (元伯宗旦, 1578-1658):
- Da Sensō Soshitsu (仙叟宗室, 1622-1697), la scuola Ura Senke (裏千家?)
- Da Koshin Sōsa (江岑 宗左, 1613-1672), la scuola Omote Senke (表千家?)
- Da Ichiō Sōshu (一翁宗守, 1593-1675), la scuola Mushanokōji Senke (武者小路千家?)

Il termine Senke (千家) si compone di: Sen (千, da Sen no Rikyū) e ke (家, "casa" o "famiglia") e indica quindi "Case di Sen no Rikyū".
Oltre questi tre importanti lignaggi di insegnamento, esistono in Giappone molte altre scuole che fanno riferimento al wabi-cha, alcune di dimensioni molto piccole, in questo caso si indicano come ryū (流), ovvero "stile":
- Oribe-ryū 織部流 (fondata da Furuta Oribe)
- Anrakuan-ryū 安楽庵流
- Chinshin-ryū 鎮信流
- Edosenke-ryū 江戸千家流
- Enshū-ryū 遠州流
- Furuichi-ryū 古市流
- Fusai-ryū 普斎流
- Fujibayashi-ryū 藤林流
- Fuhaku-ryū 不白流
- Fumai-ryū 不昧流
- Hayami-ryū 速水流
- Higoko-ryū 肥後古流
- Hisada-ryū 久田流
- Hosokawasansai-ryū 細川三斎流
- Horinouchi-ryū 堀内流
- Kayano-ryū 萱野流
- Kobori-ryū 小堀流
- Kogetsuenshū-ryū 壺月遠州流
- Matsuo-ryū 松尾流
- Mitani-ryū 三谷流
- Miyabi-ryū 雅流
- Nara-ryū 奈良流
- Rikyū-ryū 利休流
- Sakai-ryū 堺流
- Sekishū-ryū 石州流
  - Sekishū-ryū Ikeiha 石州流怡渓派
  - Sekishū-ryū Ōguchiha 石州流大口派
  - Sekishū-ryū Shimizuha 石州流清水派
  - Sekishū-ryū Nomuraha 石州流野村派
- Sōwa-ryū 宗和流
- Uedasōko-ryū 上田宗箇流
- Uraku-ryū 有楽流
- Yabunouchi-ryū 薮内流 (fondata da Yabunouchi Kenchū Jōchi, 藪内, vissuto tra il 1536 e il 1627 e che, come Sen no Rikyū, fu un discepolo di Takeno Jōō).
- Dainippon chadōgakkai 大日本茶道学会

## Film
- Uno dei film più interessanti sull'argomento è Morte di un maestro del tè (1989), Leone d'argento alla Mostra del Cinema di Venezia, del regista Kei Kumai, con Toshirō Mifune, Eiji Okuda, Kinnosuke Yorozuya, Go Kato e Shinsuke Ashida. Il film rende in modo perfetto l'atmosfera del mondo del tè e narra la vicenda del maestro Rikyu e le problematiche abbastanza misteriose che lo condussero al suicidio nel 1591.
- Un altro film certamente da segnalare sulla storia della cha no yu è Rikyu (1991), del regista Hiroshi Teshigahara con Rentaro Mikuni, Yoshiko Mita, Tsutomu Yamazaki e Kyôko Kishida.

### Principali edizioni italiane
- Chado, Lo Zen nell'arte del tè, Promolibri edizioni. Qui un estratto del libro Chado di Soshitsu Sen XV in italiano.
- Il libro del tè, Roma, Bocca, 1954;
- Gian Carlo Calza, Il libro del tè, Editoriale Nuova, 1983;
- Lo zen e la cerimonia del tè, trad. e note di Laura Gentili; con uno scritto di Everett F. Bleiler, Milano, SE, 1993.
- Maria De Giorgi, La via del tè nella spiritualità giapponese, Brescia, Morcelliana, 2007. ISBN 978-88-372-2182-9.
- Masao Shoshin Ichishima, Illuminazione originaria e mente wabi, in "Dharma", 2003, 4, 15, 32-40.
- Aldo Tollini, La cultura del tè in Giappone e la ricerca della perfezione. Torino, Einaudi, 2014.